# Championnats du monde de VTT 2017
Navigation
2016 2018
Les championnats du monde de VTT 2017 ont lieu du 5 au 10 septembre 2017 à Cairns, en Australie.
Les championnats de VTT et de trial ne sont plus organisés conjointement à partir de cette édition, le trial figurant désormais au programme des championnats du monde de cyclisme urbain, tout comme le cross-country eliminator organisés en novembre à Chengdu. Enfin, les championnats du monde de Four Cross ont lieu en août à Val di Sole et ceux de VTT marathon en juin à Singen. Les championnats du monde de VTT masters (cross-country et descente) sont quant à eux organisés en juin à Vallnord.

## Médaillés

### Cross-country
| Épreuves                | Or                                                                    | Or              | Argent                                                                                                  | Argent       | Bronze                                                                                     | Bronze       |
| ----------------------- | --------------------------------------------------------------------- | --------------- | --- | ------------ | ------------------------------------------------------------------------------------------ | ------------ |
| Hommes                  | Nino Schurter                                                         | 1 h 27 min 44 s | Jaroslav Kulhavy                                                                                        | + 7 s        | Thomas Litscher                                                                            | + 15 s       |
| Femmes                  | Jolanda Neff                                                          | 1 h 27 min 17 s | Annie Last                                                                                              | + 2 min 23 s | Pauline Ferrand-Prévot                                                                     | + 3 min 4 s  |
| Hommes, moins de 23 ans | Samuel Gaze                                                           | 1 h 17 min 46 s | Alan Hatherly                                                                                           | + 11 s       | Maximilian Brandl                                                                          | + 51 s       |
| Femmes, moins de 23 ans | Sina Frei                                                             | 1 h 15 min 10 s | Kate Courtney                                                                                           | + 49 s       | Alessandra Keller                                                                          | + 2 min 18 s |
| Hommes, juniors         | Cameron Wright                                                        | 1 h 7 min 56 s  | Joel Roth                                                                                               | + 35 s       | Holden Jones                                                                               | + 44 s       |
| Femmes, juniors         | Laura Stigger                                                         | 1 h 3 min 27 s  | Loana Lecomte                                                                                           | + 15 s       | Nadia Grod                                                                                 | + 1 min 41 s |
| Relais mixte            | Suisse Filippo Colombo Joel Roth Sina Frei Jolanda Neff Nino Schurter | 1 h 5 min 8 s   | Danemark Sebastian Fini Carstensen Alexander Young Andersen Annika Langvad Malene Degn Simon Andreassen | + 24 s       | France Jordan Sarrou Mathis Azzaro Pauline Ferrand-Prévot Léna Gérault Neilo Perrin Ganier | + 24 s       |

### Descente
| Épreuves        | Or              | Or             | Argent         | Argent    | Bronze          | Bronze    |
| --------------- | --------------- | -------------- | -------------- | --------- | --------------- | --------- |
| Hommes          | Loïc Bruni      | 3 min 26 s 656 | Michael Hannah | + 0 s 339 | Aaron Gwin      | + 1 s 967 |
| Femmes          | Miranda Miller  | 4 min 10 s 245 | Myriam Nicole  | + 0 s 097 | Tracey Hannah   | + 1 s 985 |
| Hommes, juniors | Matt Walker     | 3 min 37 s 796 | Joe Breeden    | + 3 s 448 | Max Hartenstern | + 3 s 978 |
| Femmes, juniors | Mélanie Chappaz | 4 min 28 s 617 | Shania Rawson  | + 2 s 701 | Flora Lesoin    | + 6 s 935 |

## Tableau des médailles
| Rang  | Nation           | Or | Argent | Bronze | Total |
| ----- | ---------------- | -- | ------ | ------ | ----- |
| 1     | Suisse           | 4  | 1      | 3      | 8     |
| 2     | France           | 2  | 2      | 3      | 7     |
| 3     | Australie        | 1  | 1      | 1      | 3     |
| 4     | Grande-Bretagne  | 1  | 2      | 0      | 3     |
| 5     | Nouvelle-Zélande | 1  | 1      | 0      | 2     |
| 6     | Canada           | 1  | 0      | 1      | 2     |
| 7     | Autriche         | 1  | 0      | 0      | 1     |
| 8     | États-Unis       | 0  | 1      | 1      | 2     |
| 9     | Afrique du Sud   | 0  | 1      | 0      | 1     |
| 9     | Danemark         | 0  | 1      | 0      | 1     |
| 9     | Tchéquie         | 0  | 1      | 0      | 1     |
| 12    | Allemagne        | 0  | 0      | 2      | 2     |
| Total | Total            | 11 | 11     | 11     | 33    |